# Line Haugsted
Line Haugsted (født 11. november 1994 i Skive) er en dansk håndboldspiller, der spiller for Team Esbjerg og Danmarks kvindehåndboldlandshold. Hun kom til klubben i 2024. Hun har tidligere optrådt for Győri Audi ETO KC, Viborg HK, Skive fH og HC Odense.

## Karriere

### Klubhold
Hun har op til flere U-landskampe på CV'et. Hun var med til at vinde U-18 VM i 2012. Hun blev kåret som Årets Kvindelige Talent i sæsonen 2012/2013. Hun startede desuden, med at spille håndbold som 10-årig i Skive fH. I 2010 skiftede hun til FC Midtjylland Håndbold, med hvis U/18-hold hun i 2012 vandt det danske mesterskab. I sommeren 2012 vendte hun tilbage til barndomsklubben Skive fH. Efter tre sæsoner i klubben skiftede hun til på en treårig kontrakt til HC Odense. Efter bare et enkelt år i klubben, hvor hun samme sæson blev holdets topscorer med 57 mål, skiftede hun til topklubben Viborg HK. Hun vandt i maj 2021 sølv for første gang med Viborg HK, i Bambusa Kvindeligaen 2020-21.
I januar 2021 skrev hun under på en toårig kontrakt med den ungarske storklub Győri Audi ETO KC. Efter lidt over et år i Ungarn, hvor hun vandt det ungarske mesterskab, vendte hun tilbage til dansk håndbold, da hun underskrev kontrakt med Team Esbjerg.

### Landshold
Haugsted fik sin officielle debut på A-landsholdet den 28. november 2014 mod Norge. Hun fik slutrundedebut til EM i håndbold 2016 i Sverige. Hun blev kåret til turneringens bedste forsvarsspiller ved EM i håndbold 2020 i Danmark. Hun var med til at vinde bronzemedaljer med Danmark, ved VM i kvindehåndbold 2021 i Spanien, hvor Haugsted var en af landsholdets store profiler under slutrunden. Hun stod noteret for flest blokerede skud, med i alt 19 blokeringer.

## Individuel udmærkelse
Bedste forsvarsspiller ved EM i håndbold: 2020